# Castell Zakimi
El castell Zakimi (座喜味城, Zakimi jō) és un gusuku (castell o fortalesa de les Ryūkyū) situat a Yomitan, Okinawa, al Japó, i que es troba actualment en ruïnes, amb les muralles i la fonamentació restaurades. Fou construït entre els anys 1416 i 1422 pel comandant militar Gosamaru. La fortalesa té dos espais interiors diferents, cadascun amb una porta en arc. Abans i durant la Segona Guerra Mundial, el castell va ser utilitzat com a punt estratègic per a l'exèrcit japonès, i fou utilitzat per les forces dels Estats Units com a estació de radar després de la guerra.
Algunes de les parets van ser destruïdes per permetre la instal·lació de l'equip de radar, però van ser restaurades a posterioritat. El castell de Zakimi, juntament amb d'altres castells d'Okinawa, va ser declarat Patrimoni de la Humanitat per a la Unesco l'any 2000 com una part dels «Llocs Gusuku i béns culturals associats del Regne de Ryukyu».

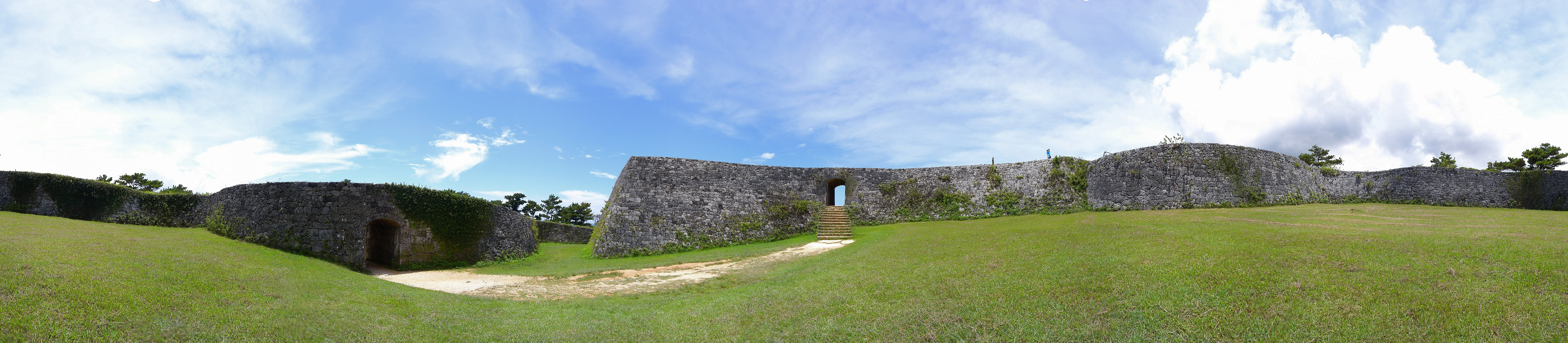
Vista panoràmica de les ruïnes de la fortalesa Zamiki